# Büste Theodore Roosevelts

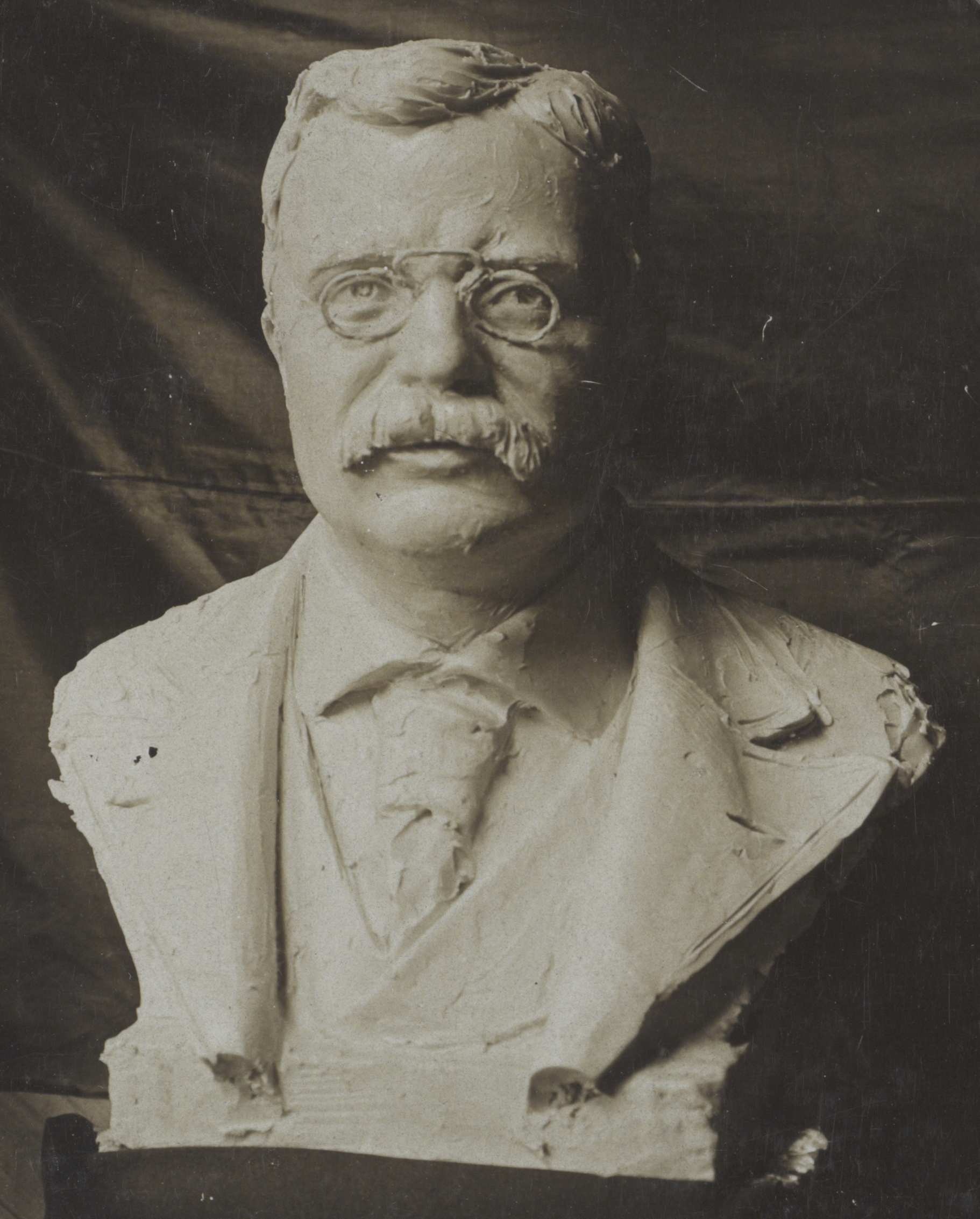
Büste Theodore Roosevelts auf der Louisiana Purchase Exposition, 1904

Die Büste Theodore Roosevelts war eine Butterskulptur für die Louisiana Purchase Exposition im Jahr 1904, die den US-amerikanischen Präsidenten Theodore Roosevelt als Brustbild darstellte.
Von Theodore Roosevelt sind vier Butterskulpturen bekannt. Auf der Minnesota State Fair im September 1898 wurde eine Skulptur zum Thema „Spanisch-Amerikanischer Krieg“ gezeigt. Auf dem Sockel der Darstellung der Columbia, die einen gefallenen Soldaten beschützt, befanden sich mehrere Reliefs. Eines davon zeigte den Angriff der „Rough Riders“, angeführt von Roosevelt, während der Schlacht von San Juan Hill. E. Frances Milton, die Ehefrau des Inhabers der Milton Dairy Company in St. Paul, hatte die Skulptur, von der keine Abbildungen überliefert sind, zur Werbung für das Familienunternehmen aus mehr als 200 Kilogramm Butter angefertigt. 1904 fand in St. Louis, Missouri die Louisiana Purchase Exposition statt. Unter den zahlreichen Butterskulpturen verschiedener Bundesstaaten befand sich ein Reiterstandbild Roosevelts, The Man on Horseback, das von North Dakota präsentiert wurde. Eine weitere Skulptur war die Büste Theodore Roosevelts. 1910 wurde Theodore Roosevelt mit einem toten Löwen von John K. Daniels auf der Minnesota State Fair gezeigt.
Die Büste Theodore Roosevelts aus dem Jahr 1904 wurde vom Staat New York bereitgestellt und von dem Bildhauer Finn Haakon Frolich angefertigt. Im Vergleich zu den dramatischen Darstellungen des Rough Rider, des Cowboys zu Pferd und des Löwenjägers handelte es sich bei der Büste um ein ausgesprochen konservatives Porträt. Das war möglicherweise darin begründet, dass Roosevelt in New York eher als Mitglied der New York City Police Commission und als Gouverneur wahrgenommen wurde, während er in North Dakota Jahre als Rancher verlebte und in anderen Bundesstaaten seine Rollen als Kriegsheld auf Kuba und als Großwildjäger in Afrika die Wahrnehmung dominierten.
Die Büste ist ein Brustbild Roosevelts auf einem fast rechteckigen flachen Sockel. Roosevelt trägt, wie auf den meisten Porträts als Politiker, gescheiteltes kurzes Haupthaar, einen markanten Oberlippenbart und einen Zwicker. Seine Kleidung besteht aus einem Oberhemd mit Krawatte, einer Weste und einem aufgeschlagenen Jackett oder Mantel. Die Maße der Skulptur sind nicht überliefert. Auch über die Dauer der Präsentation liegen keine Angaben vor. Da bereits 1901 eine monumentale Butterskulptur sechs Monate lang auf der Pan-American Exposition präsentiert wurde, kann man davon ausgehen, dass auch die Büste Roosevelts während der gesamten Ausstellung vom 30. April bis zum 1. Dezember 1904 gezeigt wurde. Es war üblich, die nach der Ausstellung nicht mehr benötigten Butterskulpturen an Tiere zu verfüttern, zu Seife zu verarbeiten, oder sie für andere Skulpturen wieder zu verwenden.